# Christian Schiaretti
Christian Schiaretti, né le 28 août 1955 à Paris, est un metteur en scène français. Il dirige La Comédie de Reims de 1991 à 2001 puis le Théâtre national populaire de Villeurbanne de janvier 2002 à janvier 2020.

## Biographie

### La formation
Christian Schiaretti fait des études de philosophie tout en œuvrant pour le théâtre où il occupe les postes les plus divers : accueil, technique, enseignement…
Il suit une formation d'acteur au théâtre-école de Montreuil avant d'en devenir permanent durant cinq ans et d'y faire ses premières armes de metteur en scène. Il y met notamment en scène un montage de textes de Prévert, "la famille tuyau d'poêle", joués par ses élèves. En collaboration avec Jean Guerrin, il monte Henri VI de William Shakespeare et La Noce chez les petits bourgeois de Bertolt Brecht, joués par les comédiens du théâtre-école de Montreuil au festival d'Avignon en 1980.
Il entre ensuite en auditeur libre dans la classe d'Antoine Vitez, de Jacques Lassalle et de Claude Régy au Conservatoire national supérieur d'art dramatique.

### Les débuts
Durant les huit années passées en compagnie, il met en scène des œuvres de Philippe Minyana, Roger Vitrac, Oscar Panizza, Sophocle, Euripide… Deux spectacles en particulier ont attiré l’attention de la profession et de la critique : Rösel de Harald Mueller, avec Agathe Alexis, créé en 1988, et Le Laboureur de Bohême de Johannes von Saaz, avec Jean-Marc Bory et Serge Maggiani.

### La Comédie de Reims, 1991-2002
Il succède à Denis Guénoun à La Comédie - Centre dramatique national de Reims de janvier 1991 à janvier 2002. Il était alors le plus jeune directeur d’une telle institution. Très vite il souhaite que la notion de « maison théâtre » reprenne tout son sens, c’est-à-dire celui d’une maison où habitent des artistes. Ainsi se forme, à Reims, une troupe de douze comédiens permanents.
Après avoir exploré l’Europe des avant-gardes (Brecht, Pirandello, Vitrac, Witkiewicz), la nécessité, le besoin de travailler avec un auteur au quotidien s'affirment. Alain Badiou, philosophe, est associé à l’aventure rémoise. Au Festival d’Avignon, la création de Ahmed le subtil, puis Ahmed philosophe, Ahmed se fâche, Les Citrouilles, sont pour Alain Badiou, Christian Schiaretti et la troupe de la Comédie, l’occasion d’interroger les mécanismes de la farce en la situant dans notre époque contemporaine. Après trois années de cette expérience, Christian Schiaretti et la troupe se tournent vers la riche langue du XVIIe siècle avec Polyeucte et La Place Royale de Corneille puis Les Visionnaires de Jean Desmarets de Saint-Sorlin, présentés dans de nombreuses villes pendant plusieurs saisons.
Avec Jean-Pierre Siméon, poète associé qui a ensuite accompagné la trajectoire artistique de la Comédie de Reims, Christian Schiaretti questionne le poème dramatique. Le Théâtre et la Poésie ne sont-ils pas les lieux manifestes de cette question ? Quatre pièces sont ainsi créées qui sont au cœur de ce questionnement : D’entre les morts, Stabat mater furiosa, Le Petit Ordinaire (cabaret), La Lune des pauvres. En 1998, ils conçoivent ensemble une manifestation autour de la langue et de son usage intitulée Les Langagières.
Au cours de la saison 1999-2000, Christian Schiaretti présente au Théâtre national de la Colline, Jeanne, d’après Le Mystère de la Charité et Le Mystère de la Vocation de Charles Péguy. En 2001-2002, il poursuit la collaboration avec la comédienne Nada Strancar en mettant en scène Mère Courage et ses enfants de Bertolt Brecht à la Comédie de Reims, au TNP et au Théâtre national de la Colline à Paris. Ce spectacle recevra le Prix Georges-Lerminier 2002 du Syndicat professionnel de la Critique.
Il devient président du Syndicat national des entreprises artistiques et culturelles (SYNDEAC) de 1994 à 1996.

### Le Théâtre National Populaire 2002-2020
De 2002 à janvier 2020, il est directeur du TNP de Villeurbanne. Dès la saison 2004-2005, il réaffirme le principe de maison théâtre et refonde une nouvelle troupe de comédiens permanents tous issus de l’École nationale supérieure des arts et techniques du théâtre (ENSATT) où il enseigne. Cette troupe qui atteindra les 12 comédiens et comédiennes participera à tous les spectacles jusqu’en 2015, année où elle sera dissoute.
Au printemps 2003, il recrée Le Laboureur de Bohême, avec Didier Sandre et Serge Maggiani et reprend Jeanne d’après Charles Péguy, suivi à l’automne 2003 de L’Opéra de quat’sous de Bertolt Brecht et Kurt Weill. En 2004, il crée à la Comédie-Française Le Grand Théâtre du monde suivi du Procès en séparation de l’Âme et du Corps de Pedro Calderón de la Barca, nouvelle traduction de Florence Delay, repris au TNP.
Il crée en 2005, Père de August Strindberg et L’Annonce faite à Marie de Paul Claudel.
En 2006, à l’invitation de Théâtre Ouvert, il met en espace Ervart ou les derniers jours de Frédéric Nietzsche de Hervé Blutsch, créé au TNP et repris à Théâtre Ouvert. En novembre 2006, il aborde William Shakespeare, avec Coriolan. La pièce, reprise en tournée au Théâtre Nanterre – Amandiers en 2008, a reçu le Prix Georges-Lerminier 2007, décerné par le Syndicat professionnel de la Critique au meilleur spectacle créé en région, le Prix du Brigadier 2009 et le Molière du Metteur en scène et le Molière du Théâtre public, 2009.
Entre 2007 et 2009, il crée avec les comédiens de la troupe du TNP, 7 Farces et Comédies de Molière: Sganarelle ou le Cocu imaginaire, L’École des maris, Les Précieuses ridicules, La Jalousie du Barbouillé, Le Médecin volant, Le Dépit amoureux, L’Étourdi ou les contretemps. En 2010, une tournée internationale au Maroc et en Corée du Sud est organisée.
À l’automne 2007, il poursuit son travail sur Brecht, avec Jean-Claude Malgoire et Nada Strancar, en présentant Nada Strancar chante Brecht/Dessau.
En mars 2008, juste avant la fermeture du TNP pour travaux, il crée Par-dessus bord de Michel Vinaver, jouée pour la première fois en France dans sa version intégrale. Pour cette mise en scène, il reçoit le Grand Prix du Syndicat de la Critique, pour le meilleur spectacle de l’année 2008.
En septembre 2009, la création de Philoctète de Jean-Pierre Siméon (variation à partir de Sophocle), à l’Odéon – Théâtre de l’Europe, marque le retour de Laurent Terzieff dans ce théâtre.
Après la présentation, en novembre 2010, de La Messe là-bas de Paul Claudel et avec Didier Sandre, au Théâtre Les Gémeaux à Sceaux, il s’attaque à trois grandes œuvres du répertoire espagnol du XVIIe siècle sous le titre générique du Siècle d'Or :  Don Quichotte de Miguel de Cervantès, La Célestine de Fernando de Rojas, Don Juan de Tirso de Molina est présenté au TNP en alternance et repris au Théâtre Nanterre – Amandiers. C’est également en 2010 qu’il reprend La Jeanne de Delteil d’après le roman de Joseph Delteil, avec Juliette Rizoud dans le rôle-titre. Ce spectacle sera repris au TNP et en tournée jusqu’en 2015.
En mai 2011, la création à La Colline – Théâtre national, du diptyque Mademoiselle Julie et Créanciers, permet à Christian Schiaretti de revenir à Strindberg. En juin 2011 débute le projet du Graal Théâtre de Florence Delay et Jacques Roubaud qui consiste à monter, jusqu’à fin 2014, la première moitié de la légende du Graal. C’est un travail de mise en scène à quatre mains avec Julie Brochen, avec les troupes du TNS et du TNP et les moyens des deux institutions qui permet de présenter les cinq premières pièces : Joseph d’Arimathie, Merlin l’enchanteur, Gauvain et le Chevalier Vert, Perceval le Gallois, Lancelot du Lac. Le 11 novembre 2011, après quatre saisons à la fois hors les murs et dans le petit théâtre ouvert en 2009, la grande salle du TNP ouvre à nouveau ses portes. L'inauguration de cette salle entièrement rénovée donnera lieu à la création de Ruy Blas de Victor Hugo.
À l’automne 2012, Christian Schiaretti interroge de nouveau l’histoire contemporaine avec Mai, juin, juillet, commande d’écriture sur les évènements de 68 dans le monde théâtral, passée à Denis Guénoun. Ce spectacle est présenté au Festival d’Avignon 2014.
En 2013, à l’occasion du centenaire de la naissance de Aimé Césaire, il rend hommage à ce poète par la création de Une Saison au Congo, en tournée au Théâtre Les Gémeaux à Sceaux et à Fort-de-France en Martinique. Ce spectacle a reçu le Prix Georges-Lerminier 2014 du Syndicat professionnel de la Critique. Début 2017, il revient à Césaire en montant La Tragédie du roi Christophe. A l’été 2018, Christian Schiaretti reprend ces deux pièces avec une distribution entièrement burkinabé, à Ouagadougou, au Carrefour International du Théâtre de Ouagadougou.
En janvier 2014, il revient à Shakespeare avec Le Roi Lear (dans le rôle-titre : Serge Merlin), créé au TNP, présenté au Théâtre de la Ville, Paris et au Bateau Feu, Dunkerque pour la réouverture de la scène nationale.
La création de la dernière pièce de Michel Vinaver, Bettencourt Boulevard ou une histoire de France, en novembre 2015 est une nouvelle opportunité de travailler un texte de ce dramaturge. Le spectacle est repris au Théâtre national — La Colline, Paris et à la Comédie de Reims.
En 2016, Lambert Wilson lui demande de mettre en scène son récital Wilson chante Montand qui sera aussi filmé et présenté sur France Télévision. Il s'ensuit trois élaborations collectives, Électre et Ajax, variations à partir de Sophocle de Jean-Pierre Siméon et une fatrasie collective, Ubu roi (ou presque) de Alfred Jarry. Christian Schiaretti propose aussi à ses comédiens issus de l'ex troupe de créer un cycle sur les origines du théâtre au Moyen Âge, intitulé Le berceau de la langue et comprenant La Chanson de Roland, Le Roman de Renart, Tristan et Yseult, Le Franc-Archer de Bagnolet.
En 2018, il crée au Théâtre  municipal  Raymond  Devos  de  Tourcoing la double version de La Voix humaine, à savoir la pièce de Jean Cocteau avec Sylvia Bergé, sociétaire de la Comédie-Française et la tragédie lyrique de Francis Poulenc avec la soprano Véronique Gens. Il revient ensuite vers l'un de ses auteurs de prédilection et monte L’Échange (première version) de Paul Claudel.
Convaincu que le théâtre commence par le poème, défenseur de la poésie dramatique, il recrée les Langagières, festival autour de la Langue au TNP en 2018 et 2019.
Au cours de sa dernière année de direction, il reprend la pièce phare de Roger Vitrac, Victor ou les enfants au pouvoir. Il quitte le TNP en affirmant la place centrale du texte au théâtre et l’importance du dialogue entre la langue baroque et le classicisme français en présentant le diptyque Hippolyte de Robert Garnier et Phèdre de Jean Racine.
En 2020, il est remplacé par Jean Bellorini à la tête du TNP de Villeurbanne.

## Théâtre
- 1980 : Henri VI de William Shakespeare, théâtre école de Montreuil, Festival d'Avignon
- 1980 : La Noce chez les petits bourgeois de Bertolt Brecht, théâtre école de Montreuil, Festival d'Avignon
- 1983 : Ariakos de Philippe Minyana, théâtre du Quai de la Gare
- 1985 : Le Journal d'un chien d'Oscar Panizza, théâtre de l'Atalante, théâtre national de Strasbourg
- 1988 : Rosel d'Harald Mueller, théâtre de l'Atalante, théâtre des Mathurins
- 1989 : Léon la France de Philippe Mercier, Nouveau théâtre d'Angers, théâtre de l'Atalante
- 1990 : Est-ce déjà le soir ? de Jean-Pierre Sarrazac, Festival d'Avignon
- 1990 : Cante Jondo d'après Federico García Lorca

### Comédie de Reims de 1990 à 2002
- 1990 : Le Laboureur de Bohême de Johannes von Tepl
- 1991 : Médée d'Euripide
- 1993 : L'Europe des avant-gardes Festival d'Avignon comprenant
  - La Noce chez les petits bourgeois de Bertolt Brecht,
  - L'Homme, la bête et la vertu de Luigi Pirandello,
  - Les Mystères de l'amour de Roger Vitrac,
  - La Poule d'eau de Stanislaw Ignacy Witkiewicz

- 1993 : Aujourd'hui ou les Coréens de Michel Vinaver, Théâtre du Vieux-Colombier Comédie-Française
- 1994 : Ahmed le subtil d'Alain Badiou, Festival d'Avignon
- 1995 : Ahmed philosophe d'Alain Badiou, Ahmed se fâche d'Alain Badiou
- 1996 : Les Citrouilles d'Alain Badiou
- 1997 : La Jeanne de Delteil d'après Jeanne d'Arc de Joseph Delteil
- 1998 : La Place royale de Corneille
- 1998 : Polyeucte, martyr de Corneille
- 1999 : Retour à la case piano de et avec Jean-Paul Farré
- 1999 : Les Visionnaires de Jean Desmarets de Saint-Sorlin
- 1999 : Stabat mater furiosa de Jean-Pierre Siméon, Maison de la Poésie, Festival d’Avignon
- 2000 : Jeanne d'après Le Mystère de la charité de Jeanne d'Arc et Le Mystère de la vocation de Jeanne d'Arc de Charles Péguy
- 2000 : D'entre les morts de Jean-Pierre Siméon
- 2001 : Les Amours de Don Perlimplin avec Belise dans son jardin et Le Jeu de Don Cristobal de Federico Garcia Lorca
- 2001 : La Lune des pauvres de Jean-Pierre Siméon
- 2002 : Mère Courage et ses enfants de Bertolt Brecht, création à la Comédie de Reims, en tournée au Théâtre National Populaire et au Théâtre National de la Colline

### Théâtre national populaire à partir de 2000
- - 2003 : Le Laboureur de Bohême de Johannes von Tepl. Création au TNP, en tournée au Théâtre Les Gémeaux à Sceaux.
  - 2003 : L'Opéra de quat'sous de Bertolt Brecht et Kurt Weill, Création au TNP, en tournée au Théâtre national de la Colline...
  - 2003 : Utopia d’après Aristophane à l'ENSATT.
  - 2004 : L’Épaule indifférente et La Bouche malade de Roger Vitrac à l'ENSATT.
  - 2004 : Le Grand Théâtre du monde suivi du Le Procès en séparation de l’Âme et du Corps de Pedro Calderón de la Barca. Création à la Comédie-Française, reprise au TNP.
  - 2004 : Grands et petits de Christian Schiaretti
  - 2005 : Le Petit Ordinaire (Cabaret macabre) de Jean-Pierre Siméon
  - 2005 : Père d'August Strindberg. Création au Théâtre national de la Colline, reprise au TNP.
  - 2005 : L’Annonce faite à Marie de Paul Claudel, création au TNP puis en tournée au Théâtre Les Gémeaux - Sceaux
  - 2006 : Ervart ou les derniers jours de Frédéric Nietzsche d'Hervé Blutsch, mise en espace Théâtre Ouvert
  - 2006 : Coriolan de William Shakespeare. Création au TNP, en tournée au Théâtre Nanterre-Amandiers en 2008...
  - 2006 : Le Projet Maeterlinck : Les Aveugles, Intérieur, La Mort de Tintagiles de Maurice Maeterlinck à l'ENSATT.
  - 2007 : Les Précieuses ridicules, La Jalousie du Barbouillé, Le Médecin volant, L'École des maris, Sganarelle ou le Cocu imaginaire de Molière.
  - 2007 : Les Visionnaires de Jean Desmarets de Saint-Sorlin à l'ENSATT, reprise au TNP.
  - 2007 : Nada Strancar chante Brecht / Dessau. Création au Théâtre National de la Colline
  - 2008 : Par-dessus bord de Michel Vinaver. Création au TNP, en tournée au Théâtre national de la Colline...
  - 2009 : Farces et Comédies de Molière : L’Étourdi, Le Dépit amoureux.
  - 2009 : La Troade et Hippolyte de Robert Garnier à l'ENSATT
  - 2009 : Philoctète de Jean-Pierre Siméon d'après Sophocle. Dans le rôle-titre Laurent Terzieff. Création à l'Odéon-Théâtre de l'Europe, reprise au TNP.
  - 2010 : La Jeanne de Delteil d'après l'œuvre de Joseph Delteil, adaptation Jean-Pierre Jourdain
  - 2010 : La Messe là-bas de Paul Claudel. Création au Théâtre Les Gémeaux à Sceaux
  - 2010 : Nada chante Brecht / Dessau, reprise au Théâtre Les Gémeaux à Sceaux
  - 2010 : Don Quichotte de Miguel de Cervantès
  - 2011 : La Célestine de Fernando de Rojas. Création au TNP, en tournée au Théâtre Nanterre-Amandiers.
  - 2011 : Don Juan de Tirso de Molina, Création au TNP, en tournée au Théâtre Nanterre-Amandiers
  - 2011 : Créanciers et Mademoiselle Julie de August Strindberg. Création au Théâtre national de la Colline, reprise au TNP.
  - 2011 : Première pièce du Graal Théâtre[47] : Joseph d'Arimathie de Florence Delay et Jacques Roubaud
  - 2011 : Ruy Blas de Victor Hugo. Création TNP, pour l'inauguration de la réouverture du TNP après travaux, en tournée au Théâtre Les Gémeaux à Sceaux.
  - 2012 : Deuxième pièce du Graal Théâtre : Merlin l’Enchanteur de Florence Delay et Jacques Roubaud / co-mise en scène avec Julie Brochen
  - 2012 : Mai, juin, juillet[48] de Denis Guénoun, présenté au Festival d'Avignon 2014
  - 2013 : L'École des femmes de Molière. Création aux Rencontres de Brangues en coproduction avec Les Tréteaux de France dirigé par Robin Renucci
  - 2013 : Une Saison au Congo d'Aimé Césaire, création au TNP, en tournée au Théâtre Les Gémeaux, Sceaux, au Grand Carbet à Fort de France puis au Festival Les Récréâtrales, Ouagadougou en 2016
  - 2013 : Troisième pièce du Graal Théâtre : Gauvain et le Chevalier Vert de Florence Delay et Jacques Roubaud / mise en scène avec Julie Brochen avec la complicité de Christian Schiaretti. Création au Théâtre National de Strasbourg
  - 2014 : Le Roi Lear de William Shakespeare. Dans le rôle-titre Serge Merlin. Création au TNP, tournée au Théâtre de la Ville
  - 2014 : Quatrième pièce du Graal Théâtre : Perceval le Gallois de Florence Delay et Jacques Roubaud / mise en scène avec Christian Schiaretti avec la complicité de Julie Brochen. Création au TNP.
  - 2014 : La Leçon de Eugène Ionesco. Création au TNP en tournée avec Les Tréteaux de France.
  - 2014 : Cinquième pièce du Graal Théâtre : Lancelot du Lac de Florence Delay et Jacques Roubaud / mise en scène Julie Brochen et Christian Schiaretti. Création au Théâtre National de Strasbourg
  - 2015 : Electre, variation à partir de Sophocle de Jean-Pierre Siméon.
  - 2015 : Bettencourt Boulevard ou une histoire de France[49] de Michel Vinaver. En tournée au Théâtre national de la Colline et à la Comédie de Reims en 2016.
  - 2016 : Ubu Roi (ou presque) d'Alfred Jarry, Création au TNP.
  - 2016 : Antigone, variation à partir de Sophocle de Jean-Pierre Siméon, création au TNP.
  - 2016 : Le berceau de la langue : La Chanson de Roland, Le Roman de Renart, Tristan et Yseult, Le Franc-Archer de Bagnolet, cycle élaboré avec six comédiens de l’ex-permanence artistique du TNP.
  - 2016 : Wilson chante Montand récital par Lambert Wilson, création au Théâtre de Monté-Carlo
  - 2016 : Achnabour, cabaret Aznavour par Christine Gagnieux
  - 2017 : La Tragédie du roi Christophe de Aimé Césaire, création au TNP
  - 2018 : Ajax, variation à partir de Sophocle de Jean-Pierre Siméon, création au TNP.
  - 2018 : L’Échange (première version) de Paul Claudel, création au Théâtre Les Gémeaux, Sceaux.
  - 2019 : Victor ou les enfants au pouvoir de Roger Vitrac, création au TNP
  - 2019 : Hippolyte de Robert Garnier et Phèdre de Jean Racine, présentés en diptyque pour le départ du TNP

## Opéra
- - 1996 : Pelléas et Mélisande de Claude Debussy, Carré Saint-Vincent/Scène nationale d’Orléans
  - 1997 : Madame Butterfly de Giacomo Puccini, Théâtre Les Gémeaux à Sceaux
  - 1999 : Hänsel et Gretel de Engelbert Humperdinck avec l’Atelier lyrique du Centre
  - 2001 : Ariane à Naxos de Richard Strauss, avec l’Orchestre de Picardie
  - 2001 : L’Échelle de soie de Gioachino Rossini, avec l’Atelier lyrique de Tourcoing
  - 2003 : Eugène Onéguine de Piotr Ilitch Tchaïkovski, avec Opéra Nomade, Théâtre Les Gémeaux à Sceaux
  - 2005 : Le Barbier de Séville de Giovanni Paisiello et Le Barbier de Séville de Gioacchino Rossini, au Carré Saint Vincent Scène nationale d’Orléans
  - 2008 : Tosca de Giacomo Puccini, Grand Théâtre de Reims
  - 2009 : La Créole de Jacques Offenbach, Théâtre municipal de Tourcoing
  - 2011 : L’Échelle de soie de Gioachino Rossini, avec l’Atelier lyrique de Tourcoing, Théâtre des Champs-Élysées
  - 2011 : Jules César en Égypte de Georg Friedrich Haendel, Opéra de Reims
  - 2014 : Castor et Pollux de Jean-Philippe Rameau, Théâtre des Champs Élysées
  - 2015 : Pelléas et Mélisande de Claude Debussy, Théâtre municipal Raymond Devos, Tourcoing
  - 2016 : l'Italienne à Alger de Gioachino Rossini, Théâtre Municipal Raymond Devos, Tourcoing
  - 2017 : Orlando furioso de Antonio Vivaldi, au Théâtre municipal Raymond Devos, Tourcoing.
  - 2018 : Pelléas et Mélisande de Claude Debussy, reprise au Théâtre municipal Raymond Devos, Tourcoing.
  - 2018 : La Voix humaine de Jean Cocteau, au Théâtre municipal Raymond Devos, Tourcoing. Version théâtrale avec Sylvia Bergé, sociétaire de la Comédie-Française, version lyrique de Francis Poulenc avec Véronique Gens
  - 2019 : La Clémence de Titus de Wolfgang Amadeus Mozart, au Théâtre municipal Raymond Devos, Tourcoing.

## Cinéma
- 2007 : Dialogue avec mon jardinier de Jean Becker

## Distinctions

### Décorations
- Commandeur de l'ordre des Arts et des Lettres Il est promu au grade de commandeur par l’arrêté du 31 août 2018[50].